# Гетто в Столбцах
Гетто в Столбца́х (конец августа 1941 — 31 января 1943) — еврейское гетто, место принудительного переселения евреев города Столбцы Минской области и близлежащих населённых пунктов в процессе преследования и уничтожения евреев во время оккупации территории Белоруссии войсками нацистской Германии в период Второй мировой войны.

## Оккупация Столбцов и создание гетто
К июню 1941 года в Столбцах жили около 3000 евреев, в том числе несколько сотен беженцев из Польши. Город был захвачен немецкими войсками 26 (28) июня 1941 года, и оккупация продлилась три года — до 2 июля 1944 года.
Через неделю после оккупации нацисты расстреляли около 200 евреев и несколько десятков белорусов и русских как заложников за снайпера, стрелявшего в немецких солдат. В июле 1941 года немцы ограбили и убили 76 евреев из более зажиточных. Через две недели после этого убийства оккупанты приказали евреям организовать юденрат, с которого тут же начали требовать выплаты «контрибуций» деньгами, золотом, и также мебелью, одеждой и продуктами питания.
В акте комиссии ЧГК зафиксировано, что вскрытие двух братских могил показало, что уже в июле 1941 года евреев из Столбцов расстреливали и закапывали в 1,5 километрах на северо-запад от дороги на деревни Конколовичи и Заямное в двух километрах от Столбцов (длина могилы 50 метров и ширина 3 метра), и на территории самого гетто в расстрельной яме на улице Почтовой (около 1000 убитых).
В конце августа 1941 года немцы, реализуя нацистскую программу уничтожения евреев, согнали евреев Столбцов в гетто, и вплоть до его полного уничтожения использовали на принудительных работах.
Гетто находилось в районе улицы Почтовая. Узники существовали в тяжелейших условиях, в одной комнате жили до 30 человек.

## Уничтожение гетто
В октябре 1941 года на протяжении восьми дней евреев из Столбцов вывозили к деревне Заямное и расстреливали.

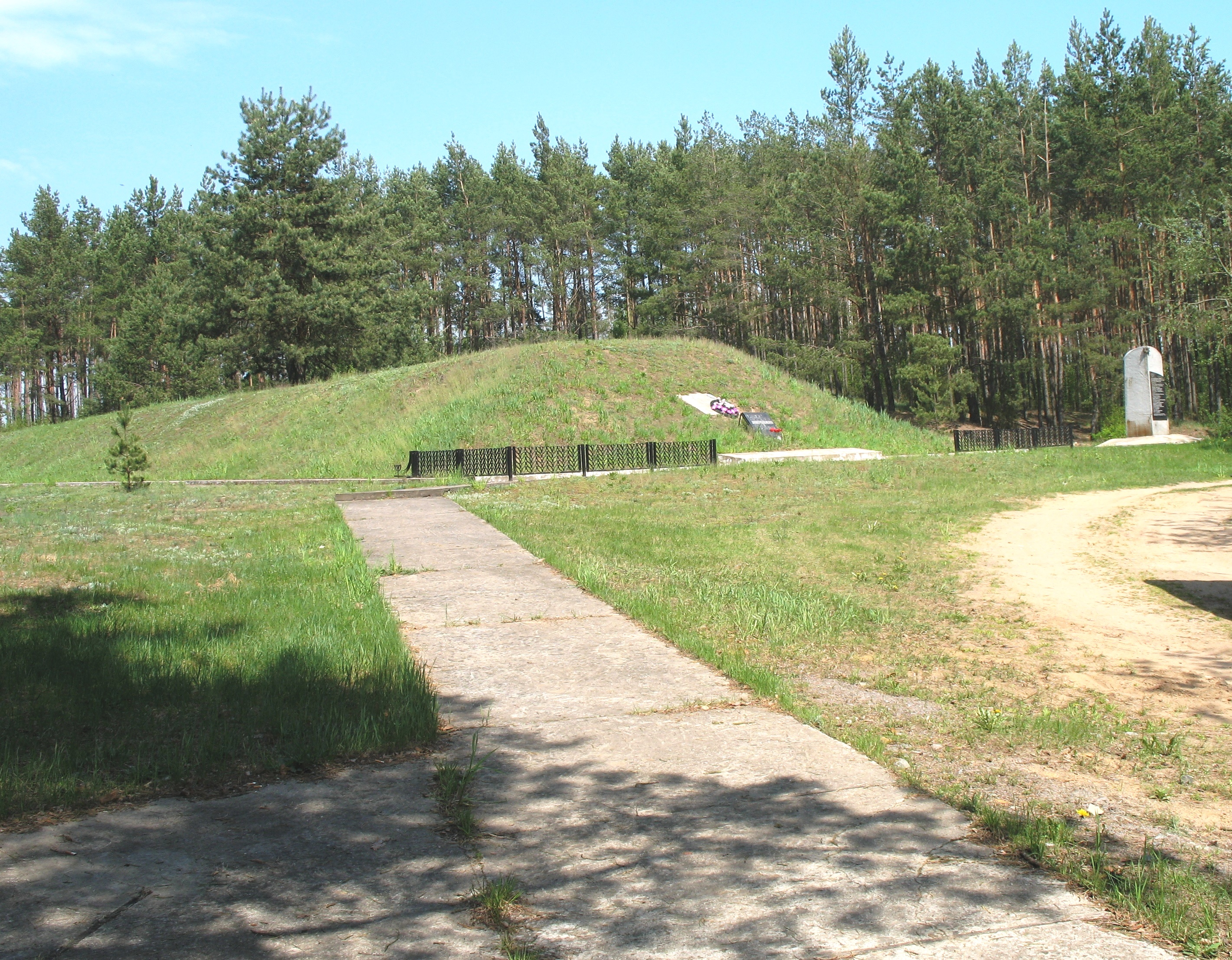

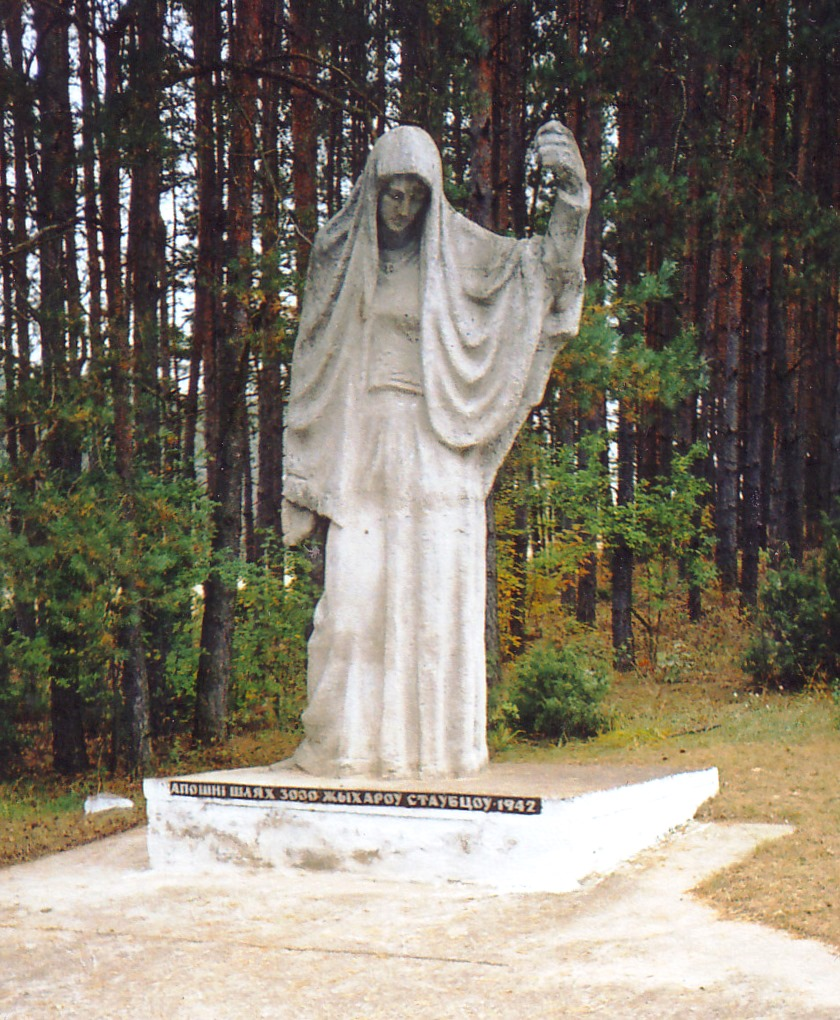
Мемориал на братской могиле евреев Столбцов

Летом 1942 года узники Столбцовского гетто узнали о восстании в гетто Несвижа, и сами тоже начали подготовку к вооруженному сопротивлению. Но в конце июля 1942 года немцы отобрали 500 самых сильных евреев и в товарных вагонах вывезли их на принудительные работы в Барановичи и Минск, но в гетто осталось ещё около 2000 узников.
23 сентября 1942 года силами местных полицейских, латвийского полицейского батальона, отряда полиции безопасности и СД из Минска гетто было окружено. Около 450 евреев погнали на принудительные работы, а оставшихся 750 женщин, детей и стариков расстреляли. Около 850 узников совершили массовый побег, во время которого 488 из них были убиты.
11 октября 1942 года в ходе очередной «акции» (таким эвфемизмом нацисты называли организованные ими массовые убийства) были убиты ещё 350 евреев, а деревянный забор вокруг гетто нарастили до высоты 2,5 метра.
Последние евреи Столбцов — 200 человек — были убиты 31 января 1943 года.
Всего были убиты более 3500 евреев из Столбцов и ближних деревень.
Из бежавших из гетто выжить удалось практически только тем, кто смог попасть к партизанам. Спасшиеся из Столбцовского гетто воевали, в большинстве случаев, в партизанских формированиях в лесах на границе с Узденским и Копыльским районами и в Налибокской пуще в отряде братьев Бельских и в отряде Зорина. Также евреи из Столбцов воевали в составе партизанских отрядов «Суворова», «Мститель», «Комсомолец» и других.

## Организаторы и исполнители убийств
Для убийства евреев в Столбцах и районе привлекались также латышские коллаборационистские формирования. 18-й латышский полицейский батальон, находившийся в Столбцах, имел численность 395 человек (22 офицера и 75 унтер-офицеров). Командовал батальоном гауптман Зихерт, а офицером связи в батальоне был гауптман шуцполиции Эрзум.
Комендантом гарнизона в Столбцах был обер-лейтенант Гебельс, а комендантом лагеря советских военнопленных в Столбцах — Безель. Всего, по данным ЧГК, в Столбцах и районе были признаны военными преступниками 44 человека.

## Память
В 1994 году на братской могиле убитых евреев Столбцов в деревне Заямное был установлен памятник в виде скорбящей матери.
Опубликованы неполные списки жертв геноцида евреев в Столбцах.